# Quercus dentata
Quercus dentata, el Roure Daimyo, ((japonès) カシワ|, kashiwa; (xinès) escriptura tradicional: 柞櫟, escriptura simplificada: 柞栎, zuòlì; (coreà) 떡갈나무, tteokgalnamu) és una espècie de roure natiu al Japó, Corea i la Xina.

## Descripció
Es tracta d'un arbre caducifoli que creix fins a 20-25 m d'alçada, amb un tronc de fins a 1 m de diàmetre. El seu fullatge és notable per la seva grandària, entre els més grans de tots els roures, que consisteix en un curt pecíol pelut, 1-1,5 cm de llarg, i uns 10-40 cm de fulla llarga i 15 -30 cm d'ample, amb un marge superficial lobulat, la forma de la fulla és una reminiscència d'un enorme Roure pènol. Les fulles són sovint retingudes mortes a l'arbre durant l'hivern. Tots dos costats de la fulla són inicialment suaus amb la superfície superior es converteix en llisa. Les flors es produeixen al maig; les flors masculines són aments penjants. Les flors femenines són sèssils, que creixen a prop de les puntes dels brots nous. La producció de glans 1/2 a 2,3 cm de llarg i 1,2 a 1,5 cm, en nombrosos i peluda a escala de copes, les glans maduren al setembre i octubre.

## Cultiu i ús
Va ser introduït a les Illes Britàniques en el 1830, on es cultiva ocasionalment en jardins botànics. En general és de mida més petita que en el cultiu en el medi silvestre, que creix com un arbre petit o arbust angular irregular gran. Espècimens notables inclouen un a Osterley Park de 14 m d'alçada i 1,5 m circumferència, i el més gran, de 18 m d'alçada, a Avondale Forest Park, Comtat de Wicklow, a Irlanda.

## Sinonímia
- obovata Bunge 1833
- daimio K.Koch 1873, or hort.
- koreana Nakai 1914
- dentata subsp koreana (Nak.) A.Camus 1938
- pseudodentata Uyeki 1932
- pinnatifida Franch. & Sav. 1878
- dentata var. pinnatifida (Franch. & Sav.) Matsum. 1891
- dentata var. grandifolia Koidz. 1912
- dentata var. skworzovii Kozlov 1933